# 松本紘宇
松本 紘宇（まつもと ひろたか、1942年 - ）は、作家、食文化研究家、すし店経営者。

## 来歴
東京生まれ。東京大学農学部農芸化学科卒業。サッポロビール勤務。
1969年退社、ニューヨークへ渡り、1975年初のすし店「竹寿司」を開店。現在は世界各地の食文化を訪ねて歩く。

## 著書
- 『ニューヨーク竹寿司物語』（朝日新聞社）1995
- 『おいしいアメリカ見つけた。』（筑摩書房）1998
- 『お寿司、地球を廻る』光文社新書 2002
- 『サムライ使節団欧羅巴を食す』現代書館 2003
- 『アメリカ大陸コメ物語 コメ食で知る日系移民開拓史』明石書店 2008
- 『中国コメ紀行すしの故郷と稲の道』現代書館 2009
- 『『週刊NY生活』ニューヨークの日本食と食文化』明石書店 2010
- 『ニューヨーク変わりゆく街の食文化 食文化年代記2001-2010』明石書店 2011
- 『食育保育園 この子らに食の未来を託して』明石書店 2012